# Рекаш
Рекаш (рум. Recaş) град је и локална самоуправа, која припада жупанији Тимиш у Републици Румунији. Град Рекаш обухвата и насељена места Базош, Извин, Надаш, Петрово Село, Станчево и Хрњаково.

## Положај насеља
Град Рекаш се налази у источном, румунском Банату. Насеље се налази у горњем току Тамиша, 35 km источно од Темишвара ка Лугошу. Ова област је позната као Банатска Црна Гора. Насељски атар је брежуљкастог карактера. Ту се у 19. веку често тражио шумар, што говори о шумским комплексима.

## Историја
По "Румунској енциклопедији" први помен села, које има српско име, је из 1318. године. Рекаш је 1470. године трговиште, којем гравитира 20 околних села. Мехмед-паша Соколовић је основао 1573. године свој вакуф у Банату. У склопу те верске задужбине које је имало седиште у Бечкереку, била је и варош Рекаш са млином са два камена на реци Тамиш. Године 1650. ту живе Срби које зову "Шокци", јер су католичке вере. Средином 17. века ту су оформљена три насеља: румунско (Власница), српско и бугарско. Наводно због честих поплава и свађа са Србима, Румуни из свог насеља су се одселили у Извин (Јазвин), па је њихов локалитет запустео. Од 1760. године плански се колонизују Немци, који мењају карактер селу. Мађари се интензивно насељавају крајем 19. века.
По аустријском царском ревизору Ерлеру 1774. године Рекаш је место у Буковачком округу, Темишварског дистрикта. Ту се налазе управни подуред, римокатоличка црква и становништво које чине измешани Срби и Немци.
Месни спахија био је Михаило Себени, посланик Српског црквено-народног сабора у Темишвару 1790. године.
Рекаш је значајно место на друму од Темишвара ка Лугошу. Ту су се одржавала три годишња државна вашара 1847. године, а термини су били 24. фебруар, 24. јун и 1. новембар,, са марвеним вашаром (1827)
У Рекашу је било много Шокаца, Бугара и Немаца. Године 1551. у Рекашу Шокци и остали Словени су названи "Расцијани" (Рашани) тј. Срби. Шокци у Рекашу су српског порекла, досељеници северне Босне у Банат. Римске папе су их у 16. и 17. веку означавале као Србе. Говоре икавски, али нису Хрвати, већ православни Срби, који су се покатоличили. Било их је 1927. године у месту 722 Шокца. Они имају у Рекашу "Шокачко пјевачко друштво и читаоницу".
Рекаш је 2004. године постао град којем је додељено 6 села.

## Становништво
По последњем попису из 2002. године насеље Рекаш имало је 4.955 становника, од чега Румуни чине 75%, Мађари 18%, Роми 3% и Срби 2%. Последњих деценија број становништва опада.
Срби у граду Рекашу чине свега 7% становништва општине, али компактно живе у селима Петрово Село и Станчево. Већину чине Румуни - око 75%, а остатак су Мађари (12%) и Срби (7%).

## Познате личности
- Јоца Ћосић, шокачки културни и просветни радник
- Јон Кожар, румунски професор глуме, истраживач, позоришни редитељ и глумац

## Партнерски градови
- Нова Црња